# 天主教利斯莫爾教區
天主教利斯莫爾教區（拉丁語：Dioecesis Lismorensis）是澳大利亞一個羅馬天主教教區。屬悉尼總教區。格拉夫頓教區成立於1887年5月5日，1900年6月13日易名至今
教區位於新南威爾斯州北海岸，教座在利斯莫爾。2006年有教友105,609人（佔轄區人口23.9%）、廿八個堂區、五十六名司鐸。現任主教為額我略·洪明。